# Thomas Blom
Thomas Blom, född den 20 januari 1961 i Älvenäs, Karlstads kommun, är professor i kulturgeografi. Under perioden 2008-2022 var Blom prorektor och rektors ställföreträdare vid Karlstads universitet. Inom ramen för uppdraget som prorektor var Blom även biblioteksdirektör under perioden 2012-2014 vid Karlstads universitetsbibliotek. 
Blom är filosofie doktor i kulturgeografi och disputerade på Handelshögskolan vid Göteborgs universitet 1996. Han blev docent i kulturgeografi 2004 och är sedan 2016 professor i kulturgeografi. Han är verksam som lärare och forskare inom ämnesområdena kulturgeografi, geografi och turismvetenskap vid Karlstads universitet. Han var åren 2004-2006 universitetslektor i Hotell- och vistelsekunskap vid Örebro universitet, där han under en period också var prefekt för Restaurang- och hotellhögskolan, Campus Grythyttan. Blom är sedan 2021 ledamot i Måltidsakademien och från 2024 också dess Preses.
Blom har bland annat myntat begreppen morbidturism, sakral turism, symbolturism och mytturism vilka är benämningar på olika nischer inom turismnäringen. Han har författat ett flertal vetenskapliga artiklar såväl inom ämnesområdet kulturgeografi som turismvetenskap samt är även läroboksförfattare inom turism.
Under perioden 1 september till 1 november 2011 var Thomas Blom utsedd av regeringen att vara rektor vid Karlstads universitet. Detta under rekryteringsprocessen av ny rektor.